# Micromitrium megalosporum
Micromitrium megalosporum är en bladmossart som beskrevs av Coe Finch Austin 1870. Micromitrium megalosporum ingår i släktet Micromitrium och familjen Ephemeraceae. Inga underarter finns listade i Catalogue of Life.